# 平城京

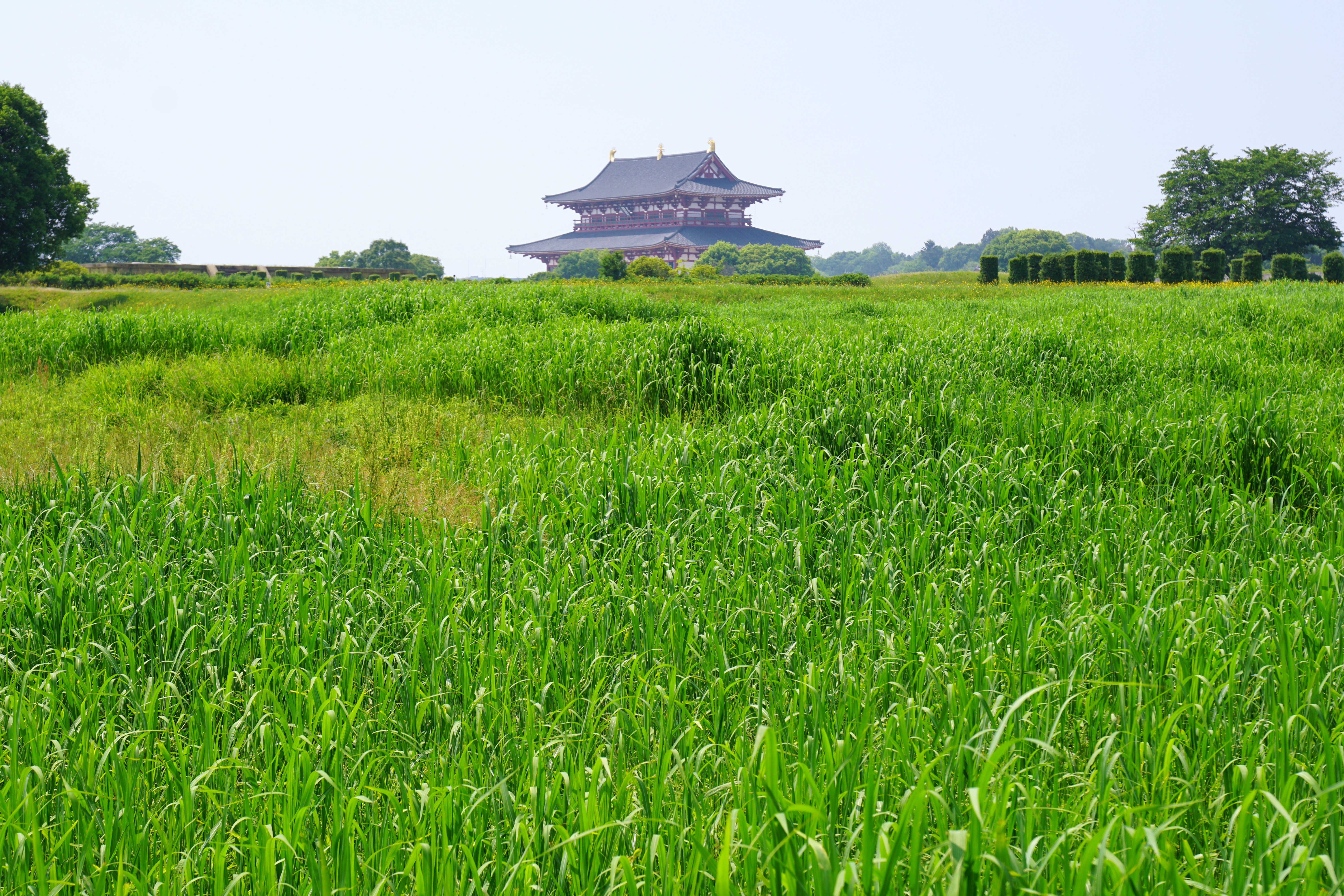
平城京跡

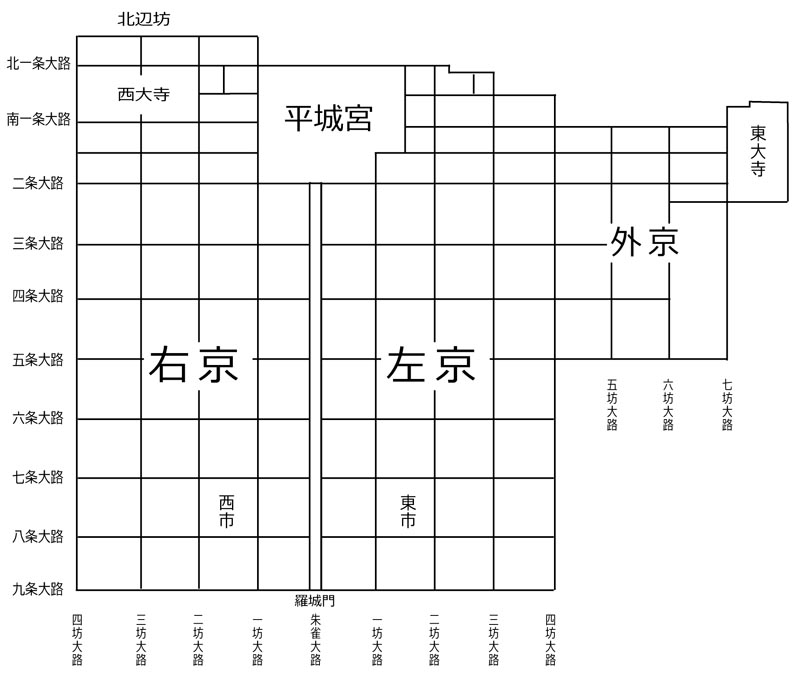
平城京街道圖

平城京地处今奈良市西郊，是日本奈良时代（710年至794年）的京城，（710-740、745-784年的日本首都）直到784年桓武天皇迁都今奈良市西边的长冈京，平城京結束作為首都的歷史。710年（和銅三年），元明天皇迁都于此。选择定都於此，是受到道教思想「藏风得水」的风水觀念影响。平城京建築格局模仿唐朝长安。其规模东西约6.3公里，南北约4.7公里。中央有宽85米的朱雀大路，将市区分为左右两京。
原城内的一些古建筑在1998年作为“古奈良的历史遗迹”的重要组成部分，被列为世界文化遗产。

## 照片集

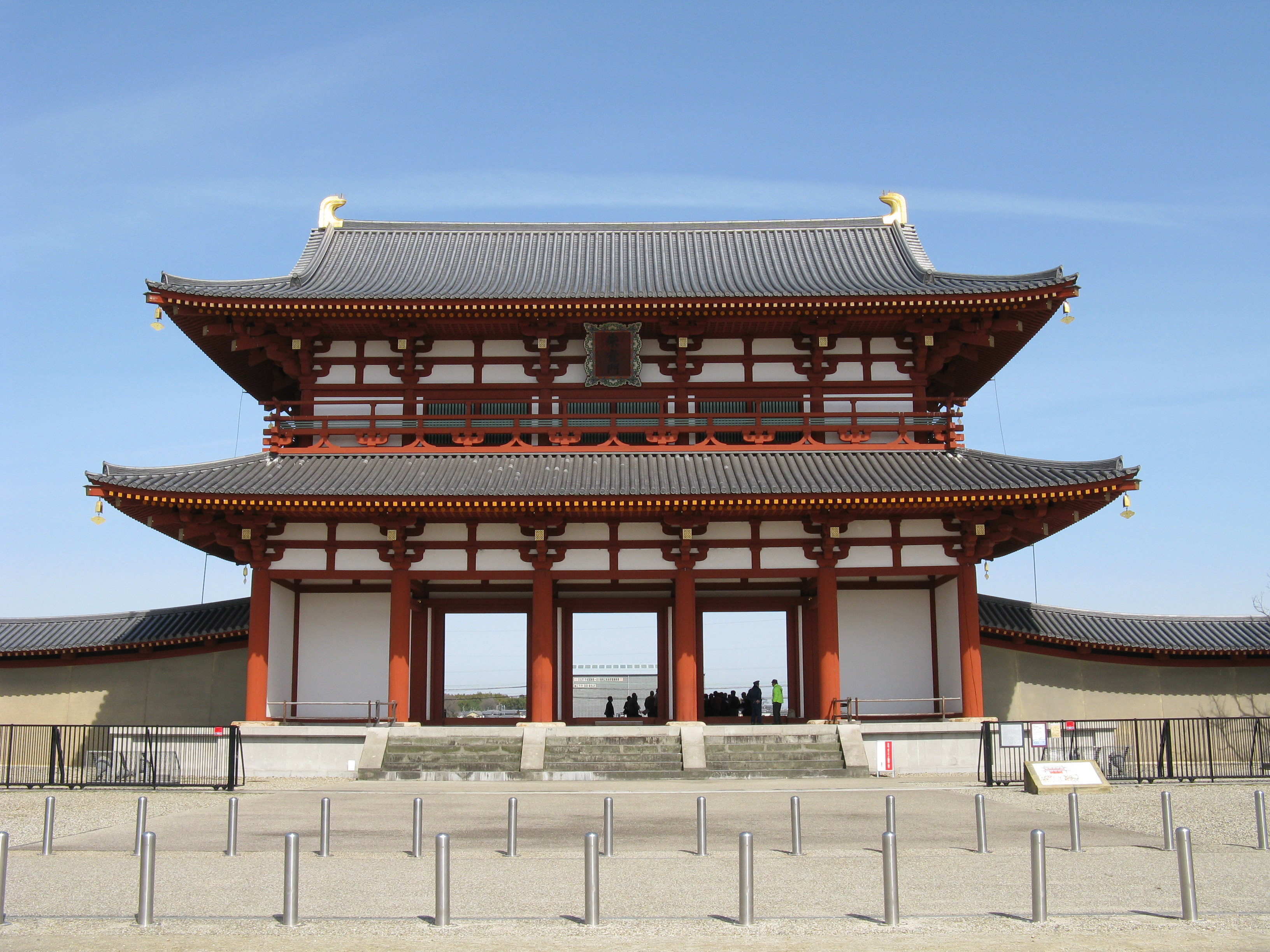
平城京朱雀門（1998年重建）
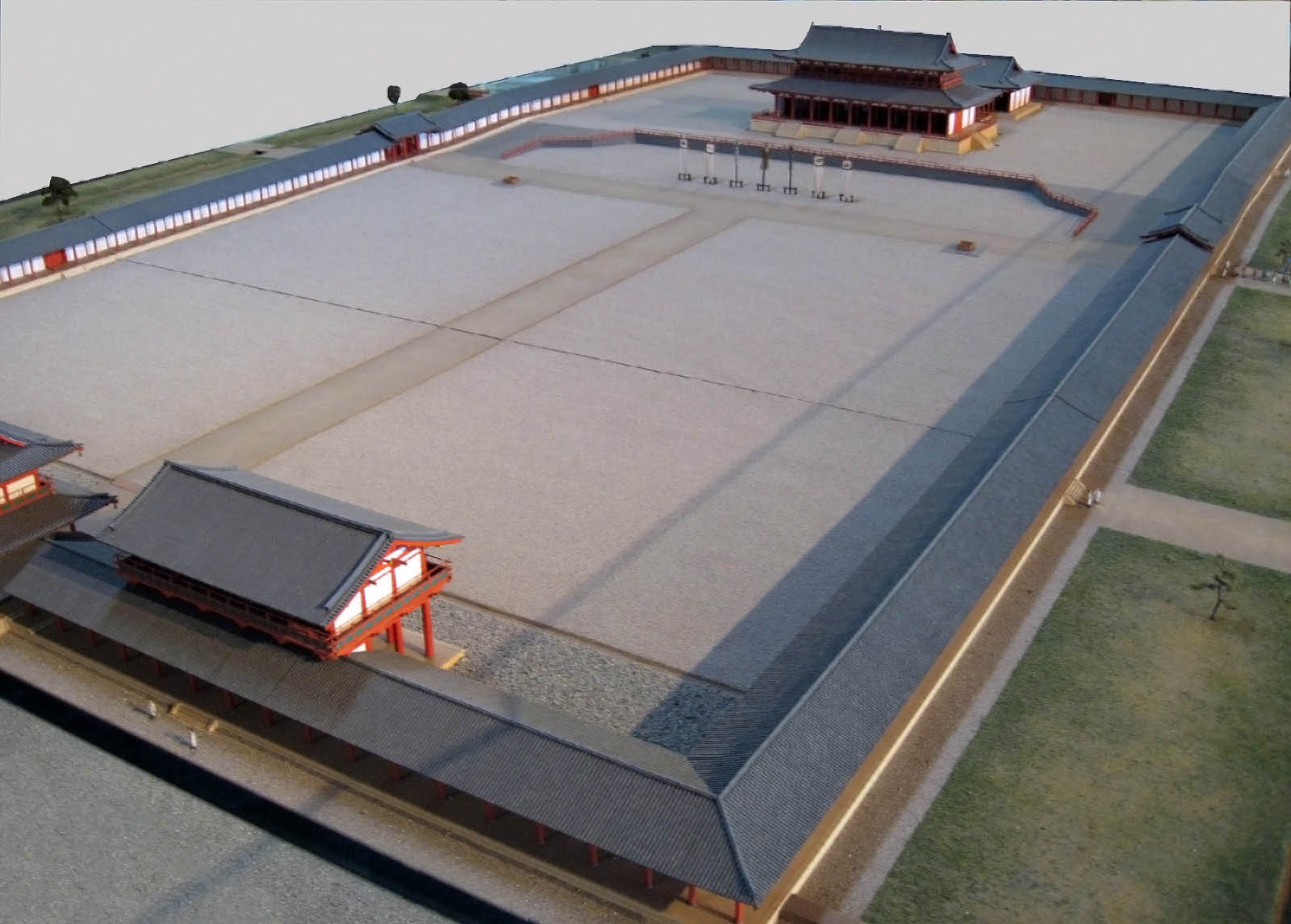
平城京大極殿的復原模型

## 参看
- 古都奈良的文化财

| 前任者： 藤原京   | 日本首都 710年 - 740年 | 繼任者： 恭仁京 |
| 前任者： 紫香樂宮 | 日本首都 745年 - 784年 | 繼任者： 長岡京 |